# Sklepienie żebrowe
Sklepienie żebrowe – sklepienie, w którym są zastosowane żebra (łęki) na linii przenikania kolebek lub innych elementów sklepionych. Występuje w architekturze gotyku jako szkielet sklepienia lub w architekturze renesansu północnej Europy jako element ozdobny. 
Do sklepień żebrowych należą sklepienia: 
- krzyżowo-żebrowe;
- gwiaździste;
- palmowe.